# 1820년대

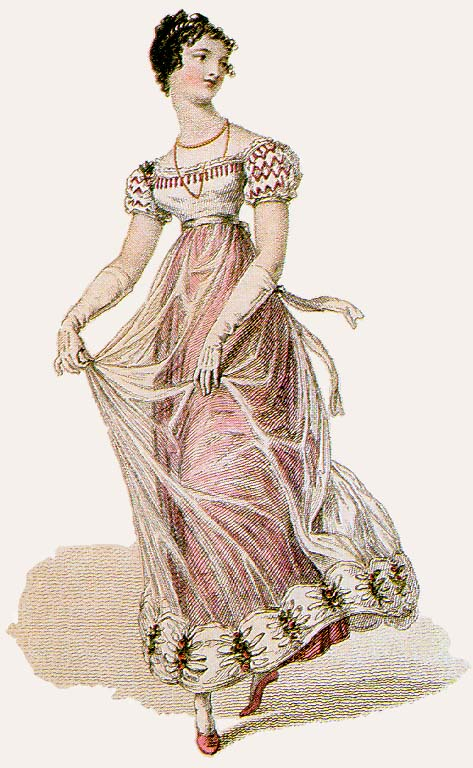

1820년대는 1820년부터 1829년까지를 가리킨다.

## 사건과 동향
- 1822년 - 브라질이 독립하였다.
- 1826년 - 프랑스의 발명가 조제프 니세포어 니엡스가 최초로 사진을 촬영함.